# Federazione pallavolistica del Nicaragua
La Federazione nicaraguense di pallavolo (spa. Federación Nicaragüense de Voleibol, FNV) è un'organizzazione fondata per governare la pratica della pallavolo in Nicaragua.
Organizza il campionato maschile e femminile, e pone sotto la propria egida la nazionale maschile e femminile.
Ha aderito alla FIVB nel 1980.